# Liste der Kulturdenkmale in Juliusburg
In der Liste der Kulturdenkmale in Juliusburg sind alle Kulturdenkmale der schleswig-holsteinischen Gemeinde Juliusburg (Kreis Herzogtum Lauenburg) aufgelistet (Stand: 10. März 2025).

## Legende
In den Spalten befinden sich folgende Informationen:
- Objekt-ID: die Nummer des Kulturdenkmales
- Lage: die Adresse des Kulturdenkmales und die geographischen Koordinaten. Kartenansicht, um Koordinaten zu setzen. In der Kartenansicht sind Kulturdenkmale ohne Koordinaten mit einem roten Marker dargestellt und können in der Karte gesetzt werden. Kulturdenkmale ohne Bild sind mit einem blauen Marker gekennzeichnet, Kulturdenkmale mit Bild mit einem grünen Marker.
- Offizielle Bezeichnung: Bezeichnung des Kulturdenkmales
- Beschreibung: die Beschreibung des Kulturdenkmales
- Bild: ein Bild des Kulturdenkmales

## Bauliche Anlagen
| Objekt-ID      | Lage                                      | Offizielle Bezeichnung | Beschreibung | Bild            |
| -------------- | ----------------------------------------- | ---------------------- | --- | --------------- |
| 31998 Wikidata | Am Teich (53° 25′ 0″ N, 10° 30′ 24″ O)    | Pflasterstraße         | Alteintragung (Aktualisierung vorgesehen) Begründung: geschichtlich, Kulturlandschaft prägend Schutzumfang: Alteintragung (Aktualisierung vorgesehen) Denkmaltyp: Bauliche Anlage       | BW              |
| 5209 Wikidata  | Am Teich 6 (53° 24′ 58″ N, 10° 30′ 28″ O) | Hofplatz Krüzmann      | Alteintragung (Aktualisierung vorgesehen) - Begründung: geschichtlich, Kulturlandschaft prägend - Schutzumfang: gesamtes Objekt - Denkmaltyp: Bauliche Anlage                           | BW              |
| 2210 Wikidata  | Dorfstraße (53° 25′ 1″ N, 10° 30′ 23″ O)  | Pflasterstraße         | Alteintragung (Aktualisierung vorgesehen) - Begründung: geschichtlich, Kulturlandschaft prägend - Schutzumfang: Alteintragung (Aktualisierung vorgesehen) - Denkmaltyp: Bauliche Anlage | Fotos hochladen |

## Gründenkmale
| Objekt-ID     | Lage                                     | Offizielle Bezeichnung | Beschreibung | Bild            |
| ------------- | ---------------------------------------- | ---------------------- | --- | --------------- |
| 5207 Wikidata | Dorfstraße (53° 25′ 1″ N, 10° 30′ 24″ O) | Dorfanger              | Alteintragung (Aktualisierung vorgesehen) - Begründung: geschichtlich, Kulturlandschaft prägend - Schutzumfang: gesamtes Objekt - Denkmaltyp: Gründenkmal | Fotos hochladen |

## Quelle
- Liste der Kulturdenkmale in Schleswig-Holstein – Herzogtum Lauenburg (PDF)

- Karte mit allen Koordinaten:
- OSM |
- WikiMap